# 松本博 (陸軍軍人)

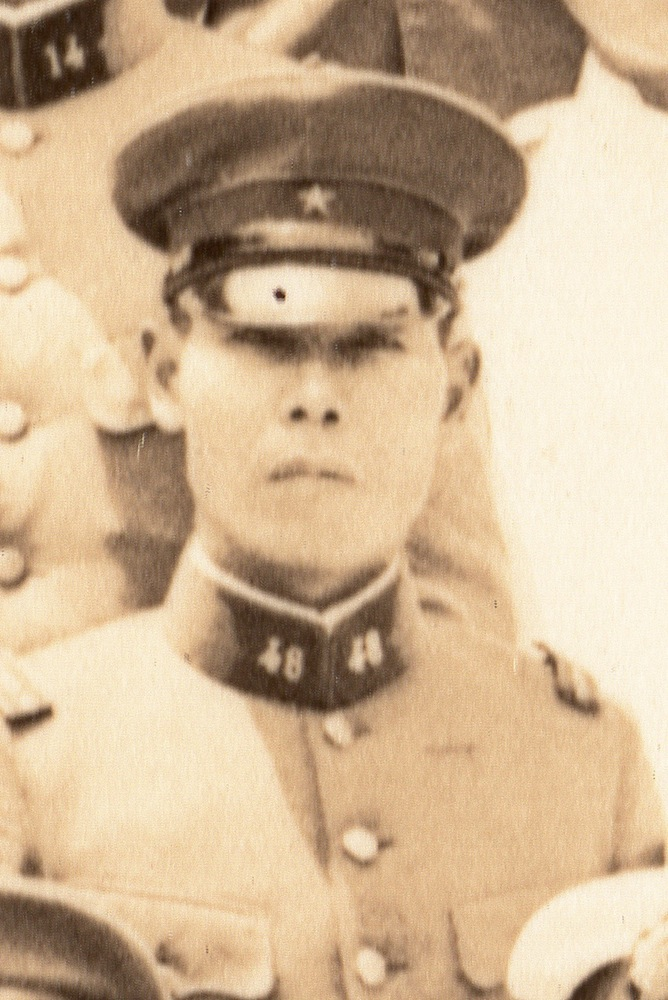
松本博

松本 博（まつもと ひろし、1902年（明治35年）10月13日 - 没年不明）は 日本の陸軍軍人。最終階級は陸軍大佐。功四級。

## 経歴
福岡県出身。1924年7月18日、陸軍士官学校 (36期)を卒業し、同年10月25日、歩兵少尉として任官した。同期生には閑院宮春仁王、西郷従吾、西竹一、伊藤盛逸、島村矩康、木村正治鈴木真雄、寺西多美弥、横山八男、迫田三夫、辻政信、野中四郎らがいた。
1933年12月12日、陸軍大学校に入学し、昭和11年11月29日、同校を卒業し (48期)、歩兵大尉に任官した。

### ガダルカナル
昭和17年5月5日に第17軍高級参謀に任命され、ガダルカナル戦に関与した。

#### 一木支隊全滅
松本は第17軍司令部からトラックに特派され、一木支隊隊長一木清直大佐と協議した結果、一木は直率する第1梯団の兵力編成を決めた。その後、海軍見張り所が8月21日17時45分に発信した一木支隊全滅の報を、同日夜11時30分、二見秋三郎第17軍参謀長に報告した。この際、松本は「一木支隊が全滅したと海軍見張所から海軍側に入電があったそうです」と言って笑顔を浮かべ、「誤報だと思いますので、参謀長には言うまいと思ったのですが・・」と付け加えた。

#### 第一次総攻撃: 川口支隊
9月10日、二見参謀長によりガダルカナル島に派遣され、川口清健少将指揮下の川口支隊による第一次総攻撃に参加するため、歩兵第4連隊第3大隊 (佐々木大隊)に同行した。しかし、総攻撃予定時刻9月12日午後8時に攻撃位置に着けなかった。松本は第17軍司令部に、川口支隊の各隊がジャングル内にあり、ジャングル内の前進が意の如くならず、攻撃を延期し14日の午後8時に攻撃前進の予定である、と報告した。9月14日、第2師団作戦主任参謀に任命された。

#### 第二次総攻撃: アウステン山迂回
10月11日朝、松本は第2師団参謀長玉置温和大佐とともに903高地へ敵情視察を行い第2師団司令部幕僚会議へ向った。松本は、軍戦闘司令所に出頭し「山地の森林は密度大ならず、迂回作戦可能の如し」と報告し、「坐して餓死するより迂回奇襲を採るべし」と辻参謀に述べた。第17軍司令官百武晴吉中将は、ガダルカナル島上陸後に知ったマタニカウ川西岸高地の喪失、第2師団の戦力の低下、軍需品の海上輸送状況等を考慮して攻撃計画の変更を研究していたが、松本からの報告を受領し、小沼治夫大佐に地形一般を確認させ、10月12日に「正面による組織的な攻撃」を改め、「奇道による迂回急襲攻撃」を採用した、という。松本は、意見具申の背景として「当時飛行場南方一帯に陣地があるとは考えなかった」と回想している。
一方、滝沢市郎は、10月11日朝、松本は玉置とともに903高地へ敵情視察から第2師団司令部幕僚会議へ向ったが、そこには大本営参謀辻政信が待っており、第2師団の参謀達が辻参謀の権謀術策に引っ掛けられた、と主張している。昭和56年10月にガダルカナル島へ慰霊に訪れた際、滝沢の「アウステン山南西麓はほんとうに見えたのか?」という質問に、松本は「君、仕様がなかったんじゃよ」と、「第十七軍司令部に出頭する前に第二師団司令部で師団の幕僚会議を開いた筈ですが?」との質問に「その通りだ」、「その席上に辻参謀が同席していて、迂回作戦を主張したのではないか?」との質問に対しては「そんなことはないよ」、「それでは第二師団の参謀が迂回作戦を主張したのですか?」との質問には反論もせず黙したままであった、という。また、「迂回作戦を推進するに当たって、第一線の将兵の携行食は七日分しか持っていない事を知っていたのか」と質問すると、松本は「そりゃあ知っとったよ。七日以降は食い延ばせばいいじゃないか。君そうだろ」と返した、という。

### 満洲
昭和18年6月1日、陸軍歩兵学校教官となり、昭和19年3月1日に大佐に昇進した。昭和19年3月22日、牡丹江 (昭和20年3月末年に延吉に移転)の第3軍高級参謀、牡丹江 (昭和20年3月末年に敦化に移転)の昭和19年12月20日、第1方面軍高級参謀となった。

### 註釈
1. ↑  第31軍高級参謀、1944年7月18日サイパンで戦死
2. ↑  大本営参謀／聯合艦隊参謀／中部太平洋方面艦隊参謀、1945年1月15日、汕頭南方海上で撃墜され戦死
3. ↑  第32軍参謀 (後方主任)、1945年6月23日、沖縄で戦死
4. ↑  関東軍参謀、1944年12月24日、中ソ国境附近で戦死
5. ↑  第14飛行団長、1943年8月12日、ウェワク空戦で戦死
6. ↑  飛行第24戦隊長、1943年8月2日、サラモア空戦で戦死
7. ↑  第46師団参謀長、1945年4月26日、戦死

## 主要参考文献
- 外山操編・上法快男監修『陸海軍将官人事総覧: 陸軍編』芙蓉書房、1981年9月1日、ISBN 4-8295-0002-6
- 防衛庁防衛研修所戦史室『戦史叢書 南太平洋陸軍作戦〈2〉』朝雲新聞社、昭和44年
- 防衛庁防衛研修所戦史室『戦史叢書 大本営海軍部・聯合艦隊〈3〉』朝雲新聞社、昭和49年
- 滝沢市郎『勇〇三部隊戦史 征戦38,000kmの軌跡』勇〇三部隊戦史刊行会、昭和58年